# Adolphe Max
Adolphe Eugène Jean Max (Bruxelles, 30 dicembre 1869 – Bruxelles, 6 novembre 1939) è stato un politico belga.

## Biografia
Si è laureato in giurisprudenza all'Université Libre de Bruxelles ed è entrato nella professione legale, oltre a svolgere attività giornalistica. Quando aveva 25 anni, fu eletto consigliere provinciale per il Brabante e fu eletto consigliere comunale nel 1903. Dopo aver lavorato come magistrato, fu nominato sindaco della città di Bruxelles il 6 dicembre 1909.
Sotto l'occupazione tedesca di Bruxelles durante la prima guerra mondiale, Max si rifiutò di cooperare con le forze occupanti. Di conseguenza, fu arrestato e tenuto in cattività, prima a Namur e poi a Glatz e Goslar, fino a quando fuggì il 13 novembre 1918. Charles Lemonnier era sindaco durante la sua prigionia. Al suo ritorno a Bruxelles, fu accolto come un eroe.
Nel 1919, fu eletto alla Camera dei rappresentanti belga, dove fece una campagna per il suffragio universale e garantire il diritto di voto alle donne, un obiettivo che non fu raggiunto fino alla sua morte.
Tra i monumenti dell'epoca in cui Max era in carica come sindaco di Bruxelles vi sono il palazzo di belle arti del Bruxelles e il parco espositivo Heysel costruito per l'Expo del 1935, che iniziò a celebrare il centenario della Rivoluzione belga del 1830.
Adolphe Max era un massone irregolare, ministro di Stato onorario e un membro dell'Institut de France. Boulevard Adolphe Max, un viale principale della città di Bruxelles, prende il nome da lui. Le scuole primarie e secondarie vicino a Square Ambiorix prendono il nome da lui. C'è anche una Place Adolphe Max nel IX arrondissement di Parigi, che prese il suo nome nel gennaio 1940, poco dopo la sua morte.